# Іст-Фінлі Тауншип (округ Вашингтон, Пенсільванія)
Іст-Фінлі Тауншип (англ. East Finley Township) — селище (англ. township) в США, в окрузі Вашингтон штату Пенсільванія. Населення — 1288 осіб (2020).

## Демографія
Згідно з переписом 2010 року, у селищі мешкали 1392 особи в 520 домогосподарствах у складі 390 родин. Було 563 помешкання
Расовий склад населення:
| - 98,6 % — білих - 0,1 % — чорних або афроамериканців |

До двох чи більше рас належало 1,3 %. Частка іспаномовних становила 0,9 % від усіх жителів.
За віковим діапазоном населення розподілялося таким чином: 24,3 % — особи молодші 18 років, 61,5 % — особи у віці 18—64 років, 14,2 % — особи у віці 65 років та старші. Медіана віку мешканця становила 40,4 року. На 100 осіб жіночої статі у селищі припадало 103,8 чоловіків;  на 100 жінок у віці від 18 років та старших — 102,7 чоловіків також старших 18 років.
Середній дохід на одне домашнє господарство  становив 73 193 долари США (медіана — 58 500), а середній дохід на одну сім'ю — 81 217 доларів (медіана — 68 438). Медіана доходів становила 42 500 доларів для чоловіків та 29 375 доларів для жінок. За межею бідності перебувало 9,4 % осіб, у тому числі 11,5 % дітей у віці до 18 років та 5,3 % осіб у віці 65 років та старших.
Цивільне працевлаштоване населення становило 675 осіб. Основні галузі зайнятості: освіта, охорона здоров'я та соціальна допомога — 22,4 %, виробництво — 16,3 %, роздрібна торгівля — 13,3 %, мистецтво, розваги та відпочинок — 11,9 %.